# Pleasant Valley (Alaszka)
Pleasant Valley statisztikai település az USA Alaszka államában, Fairbanks North Star megye megyében. Lakosainak száma 606 fő (2020. április 1.).

## Népesség
A település népességének változása:
| Lakosok száma | 401  | 623  | 725  | 606  |
|               | 1990 | 2000 | 2010 | 2020 |